# Kościół Santa Croce degli Armeni
Kościół Santa Croce degli Armeni  (pol. kościół Ormian pod wezwaniem Świętego Krzyża) – ormiańskokatolicki kościół w Wenecji w dzielnicy (sestiere) San Marco, dedykowany Świętemu Krzyżowi. Jest podporządkowany opactwu ojców mechitarystów z San Lazzaro degli Armeni.

## Historia
Społeczność ormiańska w Wenecji osiedliła się już w XII wieku na terenie parafii San Zulian, nieopodal bazyliki św. Marka. Około 1253 roku Marco Ziani, syn doży Pietra Zianiego, miał przekazać Ormianom dom na miejscu obecnego kościoła. Uczynił to jako wyraz wdzięczności za fortunę, którą zarobił w ich kraju. Budynek był wykorzystywany jako fondaco (połączenie hotelu z domem handlowym). W 1496 roku zbudowano w tym miejscu oratorium Santa Croce di Cristo (Świętego Krzyża Chrystusa). Z czasem obiekt okazał się za mały, jak na potrzeby rosnącej wspólnoty wiernych. W 1682 roku Gregorio di Girach di Mirman przekazał donację na rozbudowę świątyni. W latach 1682–1688 oratorium zostało przebudowane na kościół, który odnowiono w 1703 roku. Jako potencjalni architekci wymieniani są czasami Giuseppe Sardi i Baldassare Longhena. Później niewielka ormiańska wspólnota w Wenecji zaczęła uczęszczać na nabożeństwa do klasztoru na wyspie San Lazzaro degli Armeni, a ich kościół zaprzestał działalności. Od niedawna jest ponownie użytkowany. Jest podporządkowany opactwu  ojców mechitarystów z San Lazzaro degli Armeni. Jest otwarty w każdą ostatnią niedzielę miesiąca oraz podczas Międzynarodowego Biennale Architektury, podczas którego odbywają się wystawy współczesnej sztuki i architektury ormiańskiej.

## Architektura
Budynek kościoła, mający kształt sześcianu przykrytego półokrągłą kopułą należy architektonicznie do tradycji neobizantyńskiej.

### Kampanila
Wysoka na 24 m kampanila, zwieńczona cebulastą kopułą, z dzwonami uruchamianymi ręcznie, została zbudowana razem z kościołem.

### Wnętrze
Wejście do kościoła znajduje się poza Sotoportego dei Armeni. Kościół ma niewielkie, jednonawowe wnętrze na planie kwadratu, bogato ozdobione intarsjowanymi marmurami i polichromowanymi stiukami, z prezbiterium i centralną kopułą w kolorze niebieskim, elementem typowym dla obiektów rytu ormiańskiego. Wyposażenie stanowią trzy ołtarze.